# Alduino
Alduino  è un nome proprio di persona italiano maschile.

## Varianti
- Maschili: Aldoino, Aldovino
- Femminili: Alduina, Aldoina, Aldovina

### Varianti in altre lingue
- Anglosassone: Ealdwine[1]
- Germanico: Aldwin[2], Alduin[2], Aldoin[2]
- Polacco: Aldowin

## Origine e diffusione
Deriva dal nome germanico Aldwin; è composto dagli elementi ald ("vecchio") e win ("amico"), e può quindi essere interpretato come "vecchio amico". Può costituire, in alcuni casi, una metatesi di Adalvino.
La sua forma anglosassone, Ealdwine, si rarificò in seguito alla conquista normanna; da essa (oltre che da altri nomi) può derivare il moderno nome inglese Alvin.
La forma italiana è tipica del Centro Italia, dove in alcuni casi può rappresentare anche una variante di Arduino (soprattutto in Toscana).

## Onomastico
Nessun santo porta il nome Alduino, che quindi è adespota. L'onomastico si può eventualmente festeggiare in occasione di Ognissanti, che ricade il 1º di novembre.

## Persone
- Alduino Emidi, fantino italiano

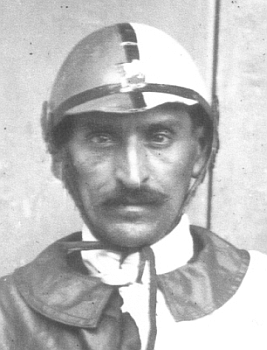
Alduino Emidi

- Alduino Filangieri di Candida, signore di Candida, Solofra e Abriola e capostipite del ramo Filangieri di Candida della famiglia Filangieri